# Bannette
Pour l'entreprise de boulangerie, voir Banette (entreprise)

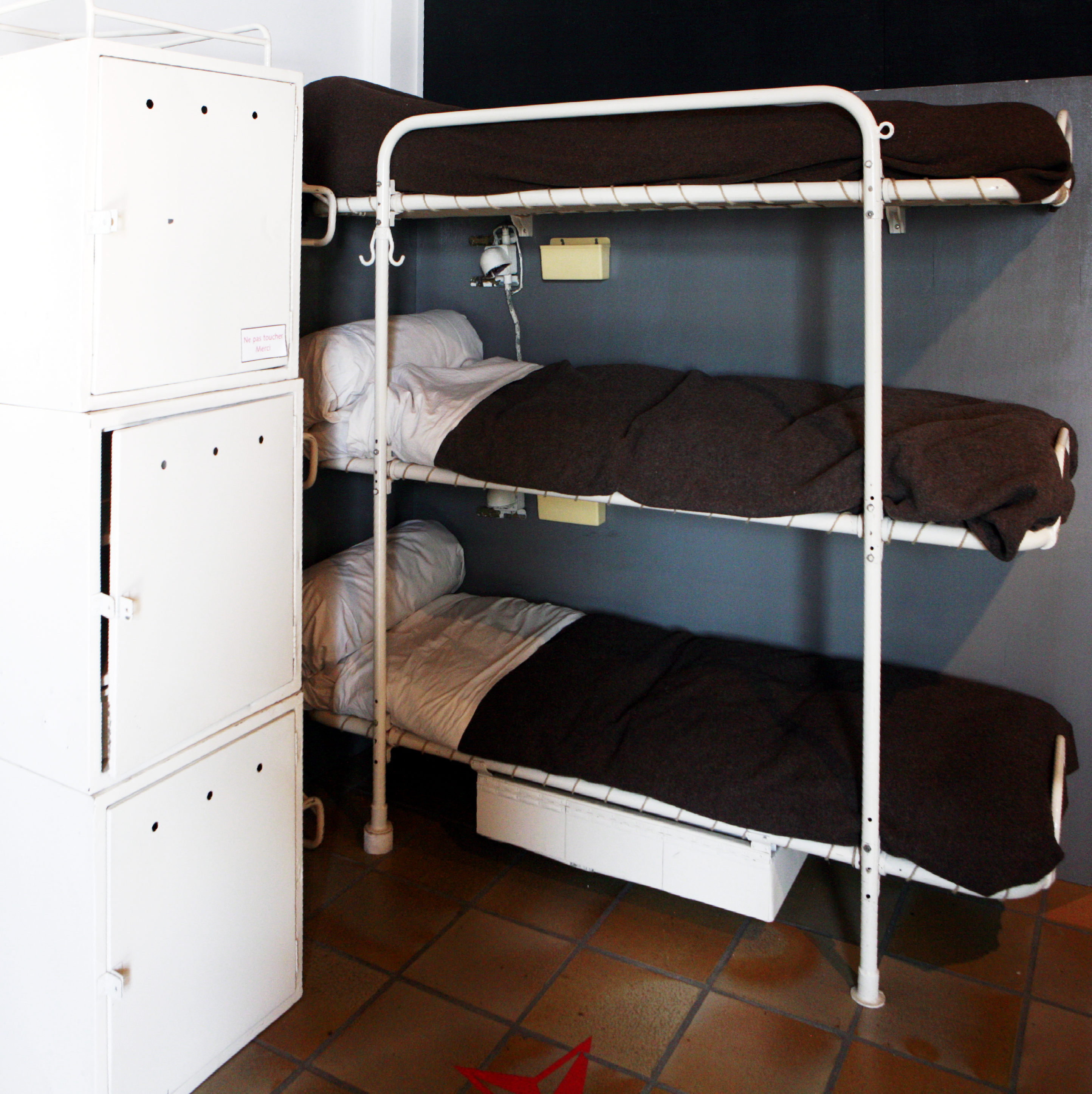
Trois bannettes superposées dans un poste d'équipage.

La bannette est l'appellation familière de la couchette où dorment les membres de l'équipage d'un navire de guerre. La bannette a remplacé le hamac, toujours en usage dans « la Royale » jusqu'aux années 1970. À bord des chalutiers, la couchette est appelée la « cabane ».
Dans les bureaux français, on parle de bannette, un système de classement de dossiers en attente d'être traité d'un service à un autre.

## «Bannette chaude»
Faire « bannette chaude » (aussi orthographiée « banette chaude ») est la pratique qui consiste à partager une même bannette à plusieurs membres d'équipage de quarts différents. Cette pratique était notamment en vigueur dans les sous-marins classiques, où l'espace est particulièrement restreint avec seulement deux bannettes pour trois marins, celui quittant le quart occupant la place de celui qui le prend.